# Йоншьопинг (лен)
Лен Йоншьопинг (на шведски: Jönköpings län) е лен в южна Швеция. Граничи на североизток с лен Вестра Йоталанд, на северозапад с лен Йостерйотланд, на югозапад с лен Калмар, а на юг с лените Халанд и Крунубери. Административен център на лена е град Йоншьопинг.

## Общини в лен Йоншьопинг
В рамките на административното си устройсто, лен Йоншьопинг се разеделя на 13 общини със съответно население към 31 декември 2013 :
| Анебю Вагерюд Вернаму Ветланда Гнушьо Екшьо Иславед Йоншьопинг Мулшьо Несшьо Севшьо Транос Хабу Карта на лен Йоншьопинг с означение на съответните общини | - Анебю (Aneby) с население 6375 души; - Вагерюд (Vaggeryd) с население 13 209 души; - Вернаму (Värnamo) с население 33 155 души; - Ветланда (Vetlanda) с население 26 419 души; - Гнушьо (Gnosjö) с население 9406 души; - Екшьо (Eksjö) с население 16 464 души; - Иславед (Gislaveds) с население 28 713 души; - Йоншьопинг (Jönköping) с население 130 798 души; - Мулшьо (Mullsjö) с население 7039 души; - Несшьо (Nässjö) с население 29 516 души; - Севшьо (Sävsjö) с население 10 969 души; - Транос (Tranås) с население 18 197 души; - Хабу (Habo) с население 10 975 души; |